# Нана (фильм, 1926)
«Нана» (фр. Nana, 1926) — французский художественный фильм Жана Ренуара.

## Сюжет
В основу сценария положена пьеса, написанная В. Бюснахом по одноимённому роману Э. Золя и шедшая с успехом на подмостках многих французских театров. Сценарист Пьер Лестренге дополнил пьесу рядом натурных эпизодов (например, скачки), чем значительно осложнил и растянул действие фильма.

## Над фильмом работали
Актёрский состав:
| Катрин Гесслинг           | Нана            |
| Жан Анжело                | граф Вандевр    |
| Вернер Краусс             | граф Мюффа      |
| Валеска Герт              | камеристка Нана |
| Пьер Филипп               | Борденав        |
| Клод Мур (Клод Отан-Лара) | Фошери          |
| Нита Романи               | Сатен           |
| Жаклин Форд               | Роза Миньон     |
| Пьер Шампань              | Ла Фалуаз       |
| Рене Коваль               | Ла Фонтан       |
| Мари Прево                | Гага            |

Съёмочная группа:
| Роль                | Имя                        |
| ------------------- | -------------------------- |
| Режиссёр            | Жан Ренуар                 |
| Производство        | Les Films Jean Renoir      |
| Авторы сценария     | Пьер Лестренге, Жан Ренуар |
| Операторы           | Эдмунд Корвин, Жан Башле   |
| Монтажёр            | Жан Ренуар                 |
| Декорации и костюмы | Клод Отан-Лора             |
| Композитор          | Морис Жобер                |

## Художественные особенности
Павильонные съёмки проводились в Германии, натуру снимали в Париже.
Художник-декоратор фильма, в будущем известный кинорежиссёр, Клод Отан-Лара при создании декорации отталкивался от живописной манеры импрессионистов и в отдельных случаях копировал их. Так, к примеру, интерьер театра был оформлен в манере Э. Дега. Франсуа Трюффо отмечая влияние на эту картину творчества Штрогейма писал, что новацией этого фильма для Ренуара был отчётливый параллелизм между слугами и хозяевами, что характерно для его позднейших фильмов («Правила игры», «Дневник горничной»). Также по мнению Трюффо: «В „Нана“ мы уже найдем всё то, что станет постоянными мотивами творчества Ренуара: любовь к зрелищу, женщина, заблуждающаяся относительно своего призвания, комедиантка, ищущая себя, влюблённый, погибающий из-за своей искренности, политик, потерявший голову от любви, художник, творящий зрелища. Короче, „Нана“ рифмуется с „Еленой“». Илья Эренбург в своей брошюре, посвященной французскому кинематографу двадцатых годов писал: «Жан Ренуар — не живописец, он лишь сын великого живописца. Он также сын французской живописи XIX века, её расцвета и деспотической мощи. Фильм Ренуара «Нана» — ретроспективная выставка, где любой кадр — воспоминание: ложа Мане, танцовщица Дега, портрет женщины Ренуара-отца. Прекрасные кадры, вкус, культура, всё, что угодно, но не кино».

## Дополнительные факты
- Ж. Ренуару пришлось продать несколько картин своего отца и на эти средства закончить постановку «Нана».